# Sibiti
Sibiti, auch Sibidi ist eine Stadt und Gemeinde in der Republik Kongo, Hauptstadt des Departements Lékoumou. Im Jahr 2023, dem Datum der letzten offiziellen Volkszählung des Landes, hatte sie 33.887 Einwohner.

## Persönlichkeiten
- Toussaint Ngoma Foumanet (* 1975), römisch-katholischer Ordensgeistlicher, Bischof von Dolisie